# Charles FitzCharles
Charles FitzCharles (1657 – 17 octobre 1680), 1er comte de Plymouth, était le fils du roi Charles II d'Angleterre et de sa maîtresse Catherine Pegge.
Son comportement plaisant et affable lui apporta à la cour d'Angleterre le surnom de Don Carlos. Il fut créé comte de Plymouth en 1675.
Il se maria le 19 septembre 1678 à Wimbledon, à Lady Bridget Osborne († 9 mai 1718), fille de sir Thomas Osborne, 1er duc de Leeds.
Il mourut au siège de Tanger en 1680 d'un flux sanglant ; il n'avait que vingt-trois ans.
Il fut enterré dans l'abbaye de Westminster le 18 janvier 1681 et son titre de comte de Plymouth s'éteignit avec lui.
Il n'eut pas d'enfants. Sa veuve se remariera en 1704 à Philip Bisse, évêque de Hereford.

## Sources
- Alison Weir, Britain's Royal Family: A Complete Genealogy, London, U.K.: The Bodley Head, 1999), page 256. Hereinafter cited as Britain's Royal Family.
- Charles FitzCharles sur thePeerage.com

portraits : de Charles Fitzcharles comte de Plymouth (sur le site de la National Portrait Gallery à Londres) :
http://www.npg.org.uk/live/search/person.asp?search=ss&sText=plymouth&LinkID=mp50887